# Giovanni Todone
Giovanni Todone (Nizza, 26 ottobre 1662 – Asti, 5 marzo 1739) è stato un vescovo cattolico italiano.
È stato vescovo di Asti tra il 1727 ed il 1739.

## Biografia
Il conflitto fra Vittorio Amedeo II di Savoia e papa Innocenzo XIII per la nomina dei vescovi del regno sabaudo portò i due stati ad un clima di tensione al punto che, quando nel 1720 il Re venne in possesso della Sardegna in uno scambio con la Sicilia sancito dal trattato dell'Aia (20 febbraio 1720), il Papa si rifiutò di riconoscerlo come re e non approvò le nomine di religiosi proposti da Vittorio Amedeo II per le diocesi sarde.
Nel 1726 in seguito all'elezione di papa Benedetto XIII, il Re di Sardegna cercò di ricucire lo strappo con la Santa Sede inviando il marchese di Ormea per appianare i conflitti.
Il Concordato venne firmato il 29 maggio 1727 e l'11 giugno, dopo tredici anni di sede vacante, Asti, nella figura di Giovanni Todone, aveva un nuovo vescovo.
Giovanni Todone, nato a Nizza nel 1662, laureato in giurisprudenza, era stato inquisitore in Sicilia.
Nelle sue "faccende" astigiane si fece aiutare dal canonico Bernardino Icardi che aveva retto la diocesi con il titolo di vicario capitolare durante il periodo di "sede vacante".
Uomo di lettere, fondò la biblioteca del Seminario di Asti e ne promosse lo sviluppo, lasciando anche un fondo in denaro per mantenere un bibliotecario.
Morì il 5 marzo 1739 alle ore 19.00. Il corpo venne esposto presso la Cattedrale per tre giorni e alle esequie fu presente anche l'arcivescovo di Sassari.
Venne sepolto sotto l'altare maggiore della cattedrale in cornu Epistolae.
Dopo la morte del vescovo Todone, in seguito a nuovi disaccordi tra i Savoia ed il papato, la sede vescovile di Asti rimase vacante per due anni. Il Capitolo ne affidò la gestione all'abate Carlo Giuseppe Capra di Azzano che venne poi nominato vescovo di Acqui nel 1755.

## Sinodi diocesani
- 29 agosto 1730

## Genealogia episcopale
La genealogia episcopale è:
- Cardinale Scipione Rebiba
- Cardinale Giulio Antonio Santori
- Cardinale Girolamo Bernerio, O.P.
- Arcivescovo Galeazzo Sanvitale
- Cardinale Ludovico Ludovisi
- Cardinale Luigi Caetani
- Cardinale Ulderico Carpegna
- Cardinale Paluzzo Paluzzi Altieri degli Albertoni
- Papa Benedetto XIII
- Vescovo Giovanni Todone